# Szent Khairémón
Szent Khairémón vagy Kheremon (280 körül – 392 után) szentként tisztelt ókeresztény egyiptomi remete, az úgynevezett sivatagi atyák egyike.

## Élete
Lehet, hogy fiatalkorában Szkétiszben volt szerzetes. Annyi bizonyos róla, hogy már 100 évesnél idősebb aggastyán volt, amikor Johannes Cassianus találkozott vele Panéphüsziszben. Cassianus három hosszabb beszélgetést is folytatott vele, amelyeket lejegyzett Az egyiptomi szerzetesek tanítása (lat. Collationes Patrum) című művében.
Az egyház szentként tiszteli, és augusztus 16-án üli ünnepét.

## Lásd még
- Ortodox szentek listája
- Sivatagi atyák